# 윌리엄 클라크 (스키 선수)

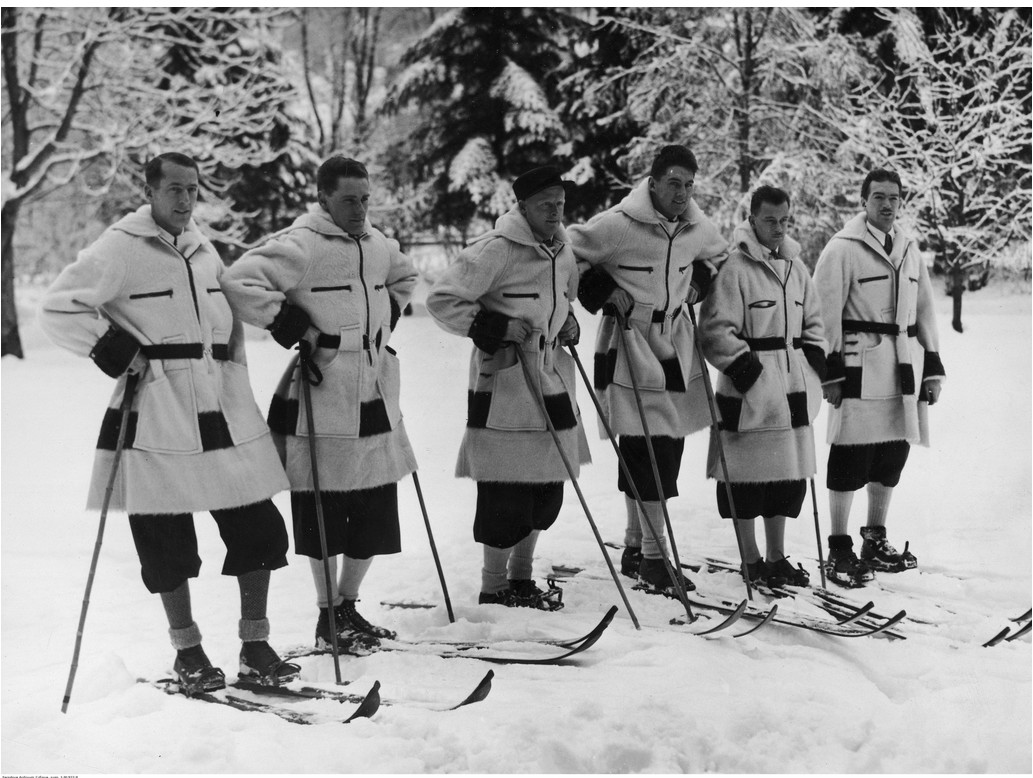

윌리엄 조지 버드 클라크(영어: William Clark, 1910년 7월 10일 ~ 1975년 1월 2일)는 오타와에서 태어난 캐나다의 스키 선수이다. 그는 1932년 동계 올림픽에서 크로스컨트리 종목에 참가했고, 1936년 동계 올림픽에서는 노르딕 복합, 알파인 스키, 크로스컨트리 종목에 참가했다.